# Prusa i3
La Prusa i3 es una impresora 3D de fabricación por deposición de filamento fundido (FFF por sus siglas en inglés) de código abierto. Forma parte del proyecto RepRap y  es la impresora 3D más utilizada en el mundo. La Prusa i3 fue diseñada por Josef Průša a partir de las Prusa i3 MK2 y la MK2S. Su última versión, la Prusa i3 MK3 fue presentada en septiembre de 2017, con mejoras significativas sobre los modelos previos. El relativamente bajo costo y la facilidad de construcción y modificación de la Prusa i3 la ha convertido en una herramienta popular tanto en educación como para aficionados y para profesionales. Debido a que la impresora es de código abierto, se han desarrollado muchas variantes producidas por compañías e individuos en todo el mundo, y como muchas otras impresoras RepRap, la Prusa i3 es capaz de imprimir algunas de sus partes.

## Historia
La Prusa i3 es el tercer diseño de Josef Průša, un desarrollador principal del proyecto RepRap quien había desarrollado anteriormente  la PCB de la cama caliente. La primera iteración fue la Prusa Mendel producida en 2010, seguida por la Prusa Mendel (iteración 2), en 2011. La impresora fue nombrada Prusa Mendel por la comunidad RepRap en lugar de por el propio propio Průša. Mendel y Průša son checos. 

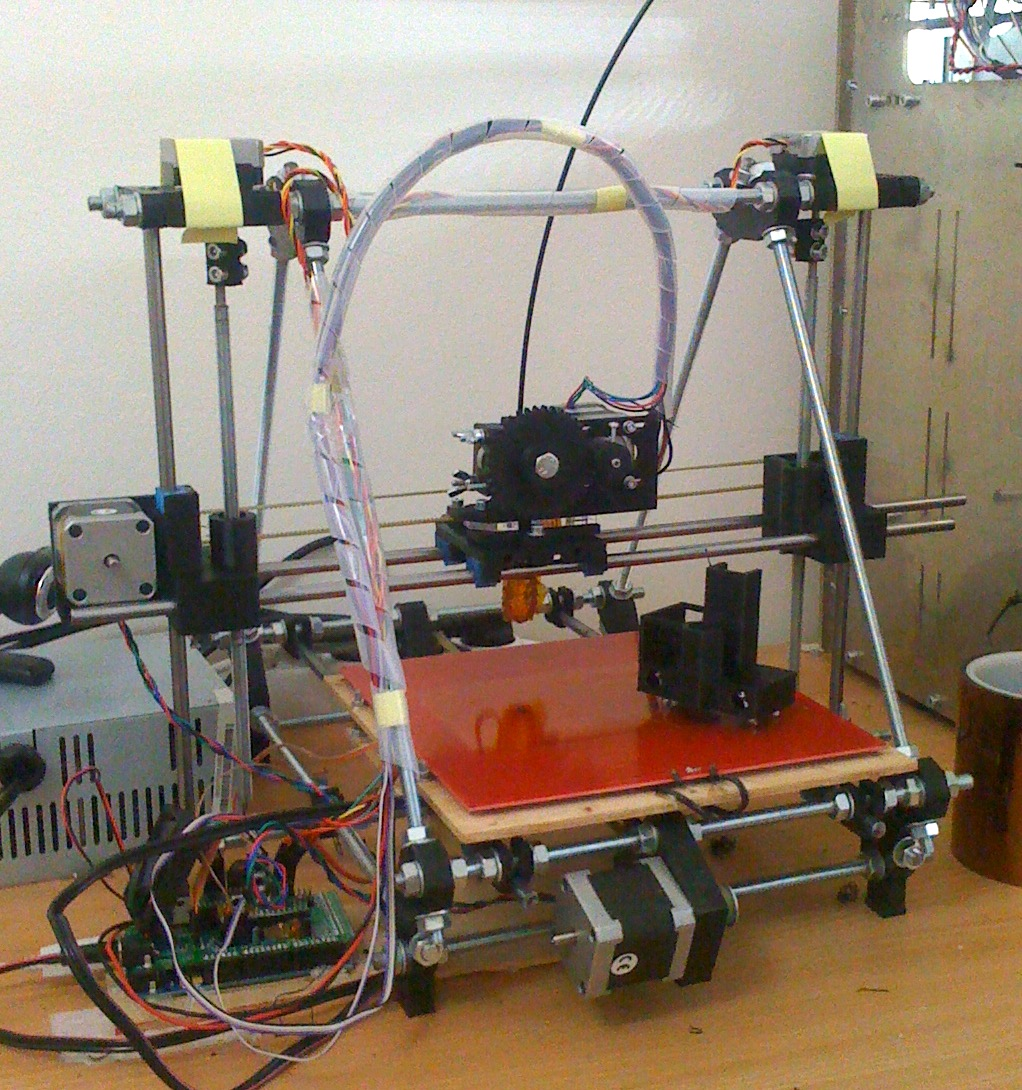
Prusa Mendel
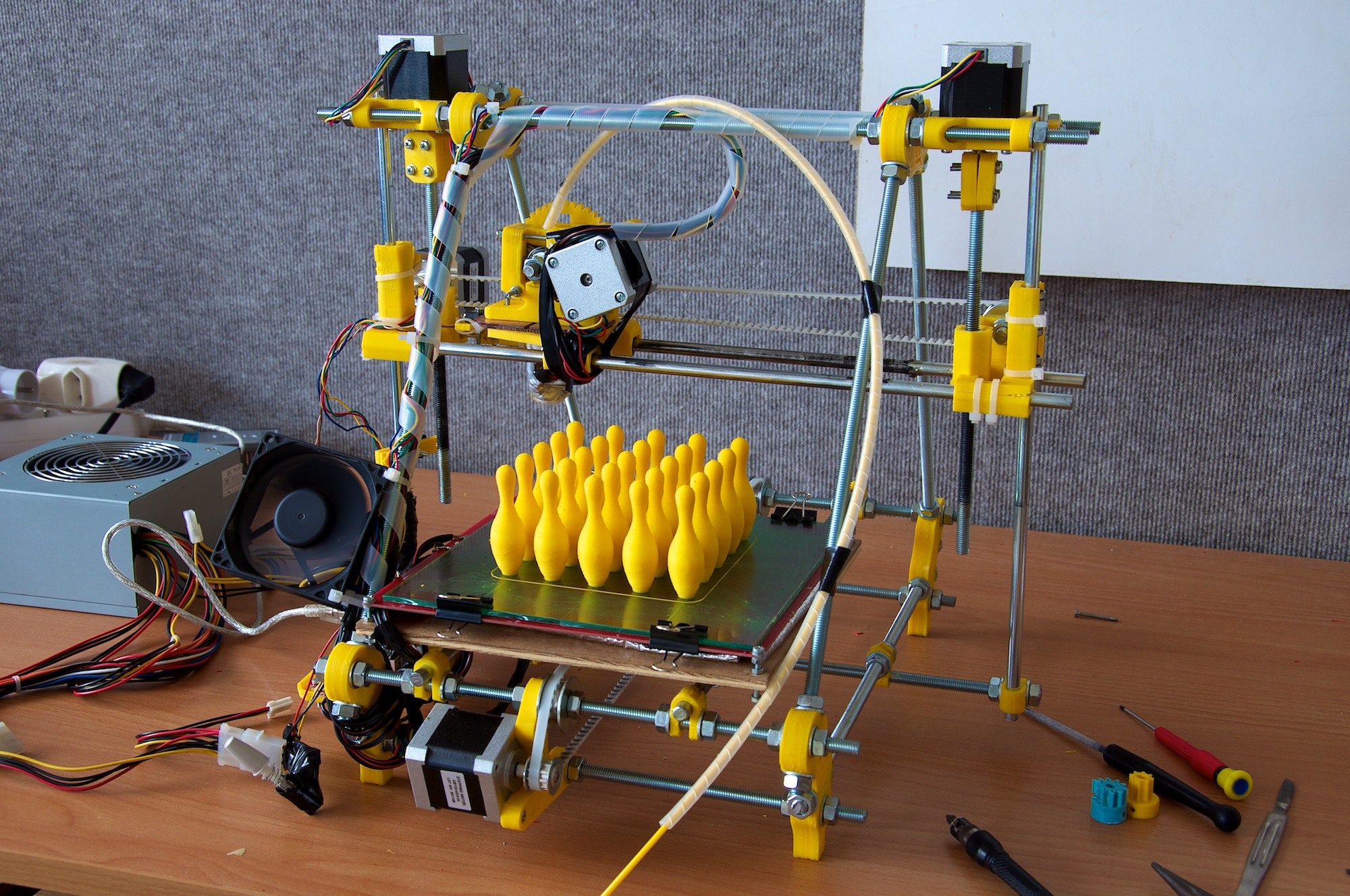
Prusa Mendel (iteración 2)
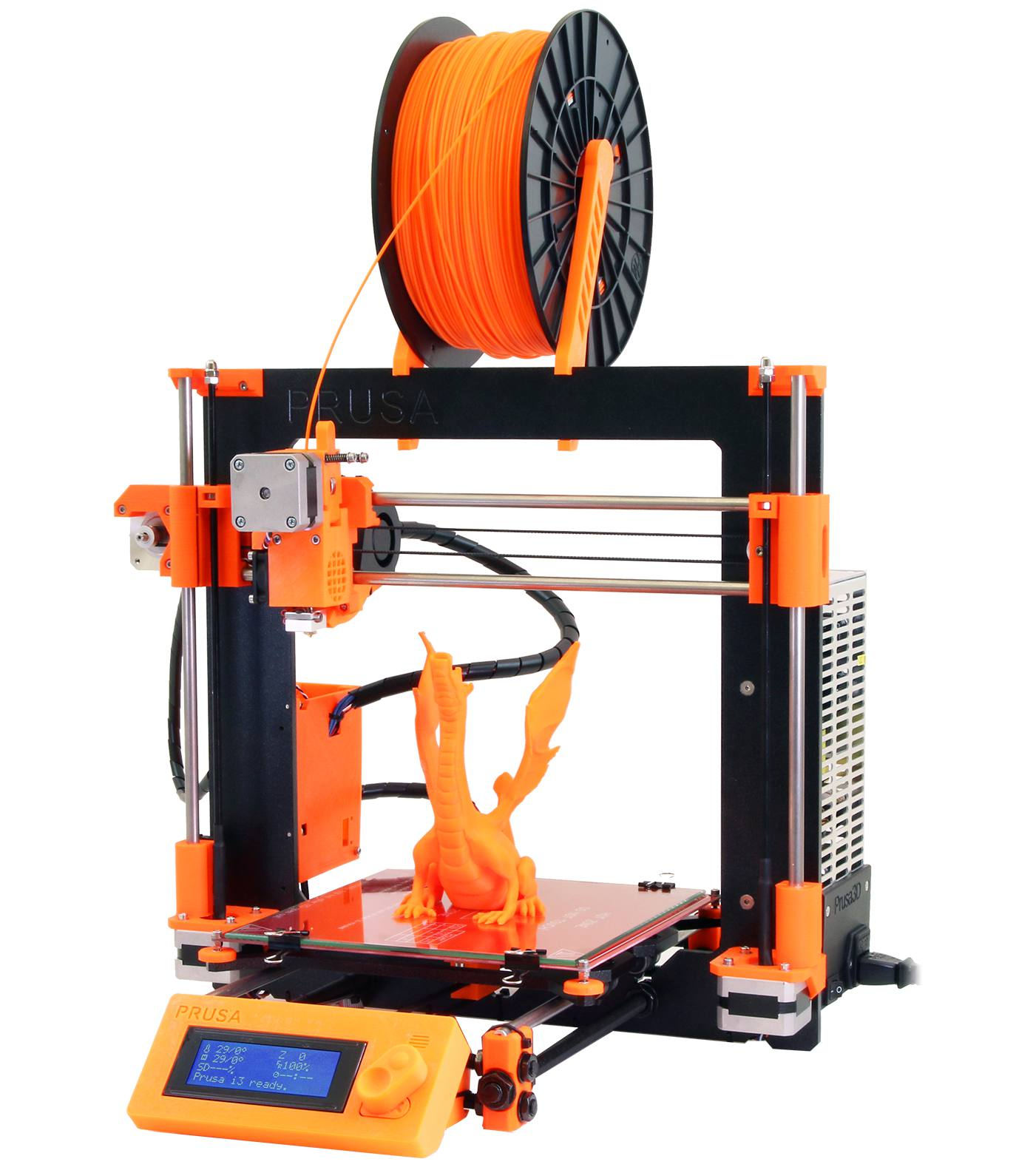
Prusa i3
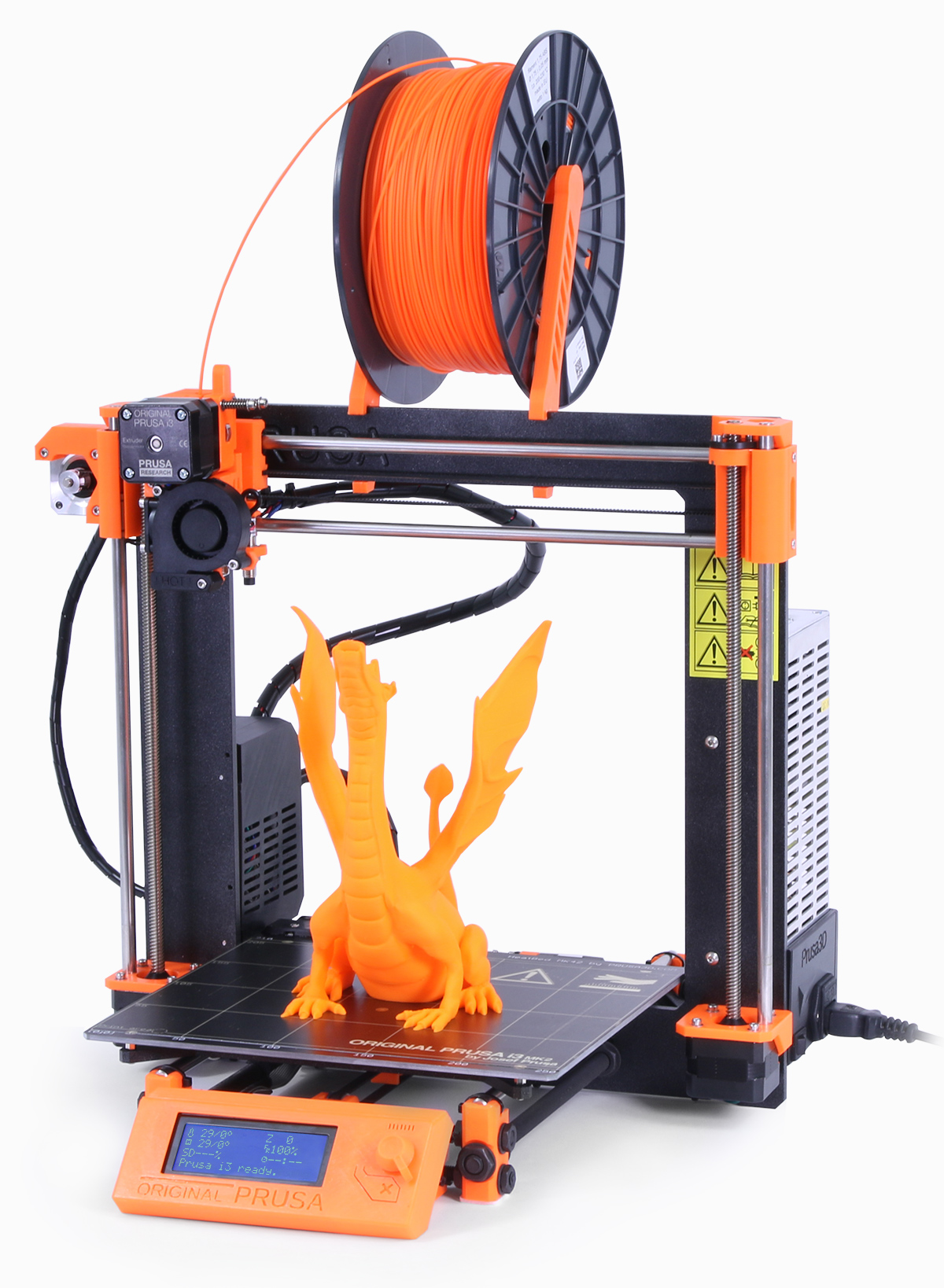
Prusa i3 MK2

### Prusa Mendel
La primera Prusa Mendel se lanzó en septiembre de 2010 con el objetivo de simplificar el diseño existente de la versión anterior Mendel, lo que incluye reducir el tiempo necesario para fabricar las piezas impresas en 3D de 20 a 10 horas y los cojinetes imprimibles en 3D que reemplazan a los rodamientos normales.

### Prusa Mendel (Iteración 2)
La segunda Prusa Mendel fue lanzada en noviembre de 2011 y con actualizaciones que incluyen piezas de ajuste a presión, reducción del número de herramientas necesarias para construir y mantener la impresora y con correas mejoradas conectadas a los motores paso a paso, y con rodamientos lineales LM8UU.

### Prusa i3
En mayo de 2012 se publicaron los planos (producidos en OpenSCAD) de la Prusa i3, fue un importante rediseño de las versiones anteriores y de otras impresoras RepRap. El diseño reemplazó la estructura de bastidor de varilla roscada triangular con un marco de aluminio cortado con chorro de agua, tenía un hot-end apto para alimentos llamado "the Prusa Nozzle"y usaba tornillos roscados M5 en lugar de M8. El diseño se centró en la facilidad de construcción y uso, en lugar de maximizar el número de componentes autorreplicados. En 2015, Průša lanzó una versión que llamó Original Prusa i3 y la vendió a través de su compañía Prusa Research.

### Prusa i3 MK2
En mayo de 2016, se lanzó la Prusa i3 MK2, que fue la primera impresora con corrección automática de inclinación de geometría para los tres ejes e incluye un mayor área de impresión, motores paso a paso personalizados con tornillos de avance integrados, nivelación mediante un sensor de inducción y una versión reescrita del firmware Marlin. Otras características nuevas incluyen una superficie de impresión de polieterimida, una placa controladora Rambo y un hotend E3D V6 Full. La Prusa MK2 se convirtió en la primera impresora RepRap compatible con el USB Plug-and-Play de Windows.

### Prusa i3 MK2S
En marzo de 2017, Josef Prusa anunció en su blog que la Prusa i3 MK2 se empezaba a vender con mejoras bajo el nombre Prusa i3 MK2S. Las mejoras incluyen pernos en U para sujetar los rodamientos LM8UU, rodamientos LM8UU mejorados, varillas más suaves, un montaje mejorado para el sensor de inducción, mejor gestión de cables y una nueva cubierta electrónica. Mientras que los nuevos envíos de la MK2 reciben automáticamente las actualizaciones "S", también se comercializó un kit de actualización disponible para llevar estas mejoras a compradores anteriores.

### Prusa i3 MK3 y MK2.5
En septiembre de 2017, se lanzó la Prusa i3 MK3, comercializada con la etiqueta "bloody smart" (condenadamente estupenda). Las características mejoradas incluyeron: un eje Y más resistente, una nueva extrusora Bondtech con doble engranaje, ventiladores más silenciosos con monitoreo de revoluciones, un sensor de nivelación de cama actualizado, una nueva placa electrónica llamada "Einsy", motores paso a paso más silenciosos con controladores de micropasos de 128 pasos y una cama caliente magnética recubierta de un material denominado PEI , flexible para facilitar la separación de la pieza fabricada de la hot bed. Este modelo también incluye nuevos sensores, varios sensores de temperatura, un detector de filamento y un sensor que detecta cortes de energía para evitar que se estropee la pieza fabricada en curso. La MK3 funciona con 24V en lugar de 12V, por lo que todos los componentes eléctricos se actualizaron a las variantes de 24V; además la impresora también ofrece una toma dedicada para conectar una Raspberry Pi Zero W con el software de código abierto Octoprint que permite la impresión inalámbrica, y ofrece una versión personalizada de Octoprint para Prusa i3.
La idea de la actualización de MK3 era hacer que la impresora fuera más fácil de usar para usuarios ocasionales y menos propensos a tratar con impresiones fallidas. El detector de filamento permite a los usuarios cargar el filamento simplemente insertándolo y puede detectar y pausar la impresión si el filamento está atascado o se agota (en ambos casos, la impresión se reanuda normalmente después de solucionar el problema). Los nuevos controladores de los motores paso a paso pueden manejar la pérdida de pasos automáticamente y evitar irregularidades en las capas o los llamados "layer shifts". Además. el sensor de energía permite que la impresora se recupere si se produce algún corte de electricidad y utiliza la carga restante en los condensadores de la fuente de alimentación para levantar el cabezal de impresión hacia arriba evitando así que se funda la parte impresa mientras no hay energía. Por último, el sensor de temperatura ambiente es capaz de detectar el sobrecalentamiento de la placa base causado por conexiones eléctricas sueltas o en mal estado.
El chasis y la electrónica mejorados también permiten velocidades de impresión más rápidas, hasta 200 mm/s.
A los usuarios existentes de MK2 y MK2S se les ofreció una actualización parcial de 200$  llamada MK2.5, limitada a las funciones que son más baratas de actualizar. Después de una respuesta negativa de la comunidad, Prusa puso a disposición una actualización completa más costosa por 500$ de MK2S a MK3.

### Clones
Al ser un diseño de código abierto, el éxito de la Prusa i3 se ve subrayado por la disponibilidad en el mercado de máquinas tanto completas como en kit que siguen las diversas versiones del diseño de i3. En lugar de competir directamente con estas versiones, la estrategia de Prusa Research es continuar perfeccionando sus propios diseños.

### Reconocimiento
En 2012, Josef recibió honores del gobernador de la región de Vysočina en la República Checa por sus logros en tecnología. En febrero de 2014 apareció en la portada de la revista checa Forbes como una de las 30 personas listas de menos de 30 años.

## Capacidades

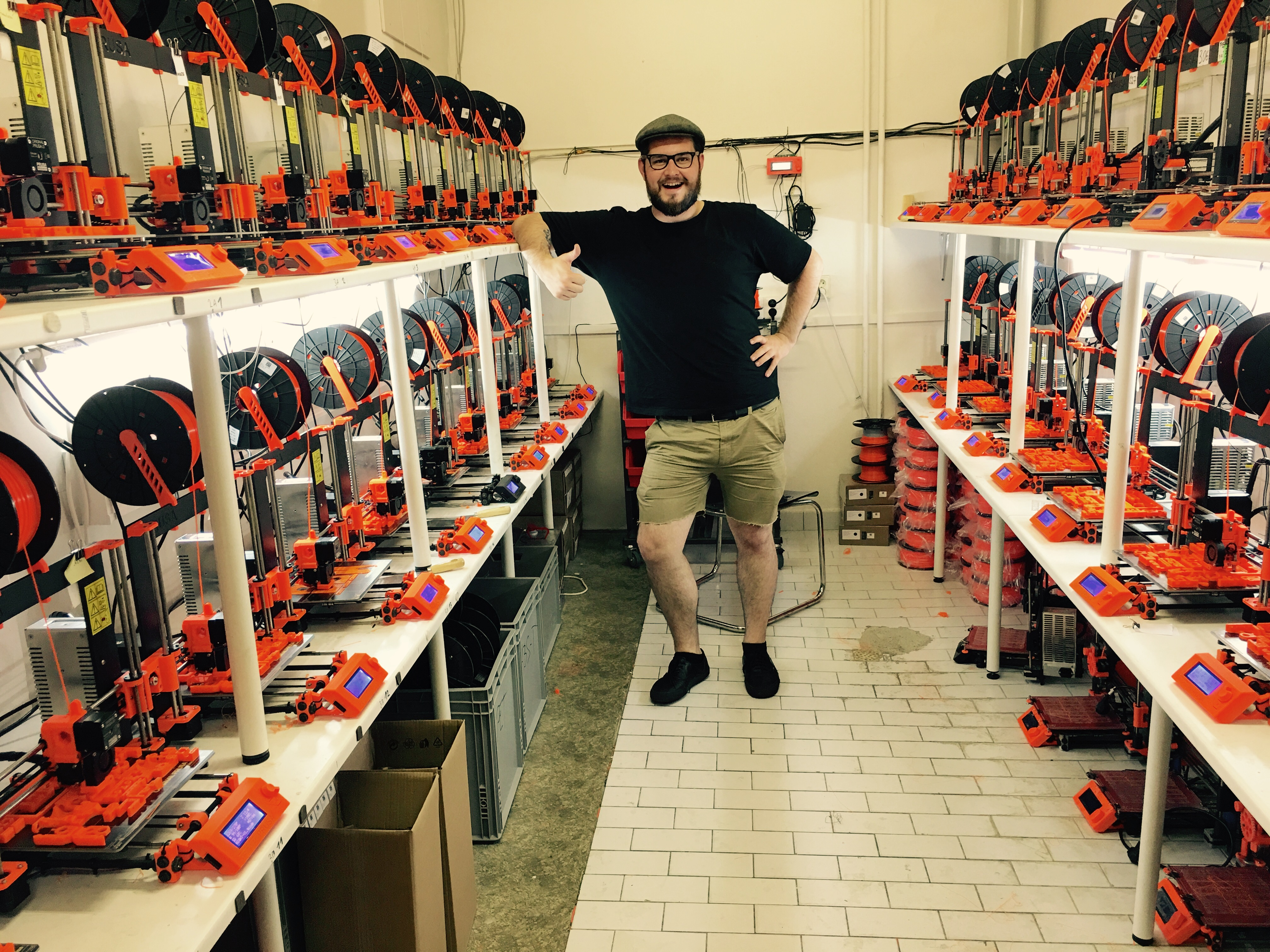
Josef Průša en la granja de impresoras de Prusa i3 MK2 produciendo piezas impresas en 3D de las impresoras Prusa en la sede de la empresa en Praga, República Checa.

### Autorreplicación
Al igual que otras impresoras RepRap, la Prusa i3 es capaz de crear muchas de sus propias piezas, que generalmente se imprimían en plástico ABS antes de la Mk3, que en su lugar utiliza PETG (polyethylene terephthalate glycol-modified, véase Tereftalato de polietileno). La Prusa i3 estándar tiene 26 piezas impresas.

### Materiales imprimibles
Dependiendo de la boquilla caliente y de la cama caliente instalada, la Prusa i3 es capaz de imprimir objetos a partir de filamentos de muchos materiales, incluyendo acrilonitrilo butadieno estireno (ABS), ácido poliláctico (PLA), poliestireno de alto impacto (HIPS), polietileno (PET),  PETG, filamentos flexibles diferentes (FLEX) , TPU, TPE), polipropileno (PP) y nailon. Los diferentes materiales requieren diferentes temperaturas de trabajo y técnicas para que se adhieran a la cama de impresión de manera adecuada.

## Componentes
La Prusa i3, al igual que muchas impresoras RepRap, está hecha de una combinación de piezas impresas en 3D que pueden ser autorreplicadas y componentes estándar que comúnmente se conocen como "vitaminas", ya que no pueden ser producidas por la propia impresora.

Las vitaminas utilizadas en Prusa i3 son una combinación de componentes comunes que incluyen varillas roscadas, varillas lisas, tornillos, tuercas, 5 motores paso a paso NEMA 17 y más equipos especializados como una placa controladora, cama caliente y extrusora caliente.

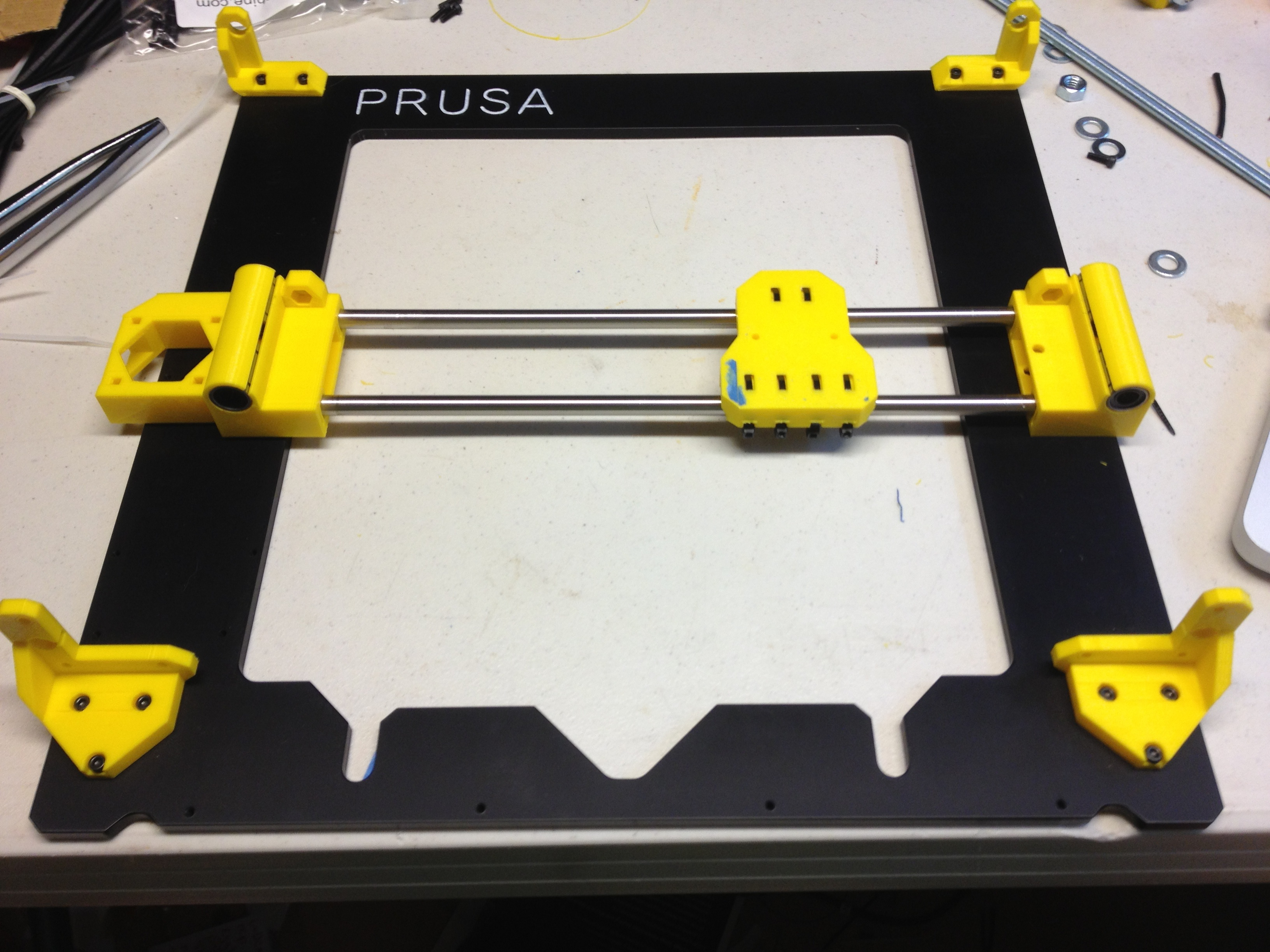
Marco de metal y eje X montado, piezas impresas en amarillo.
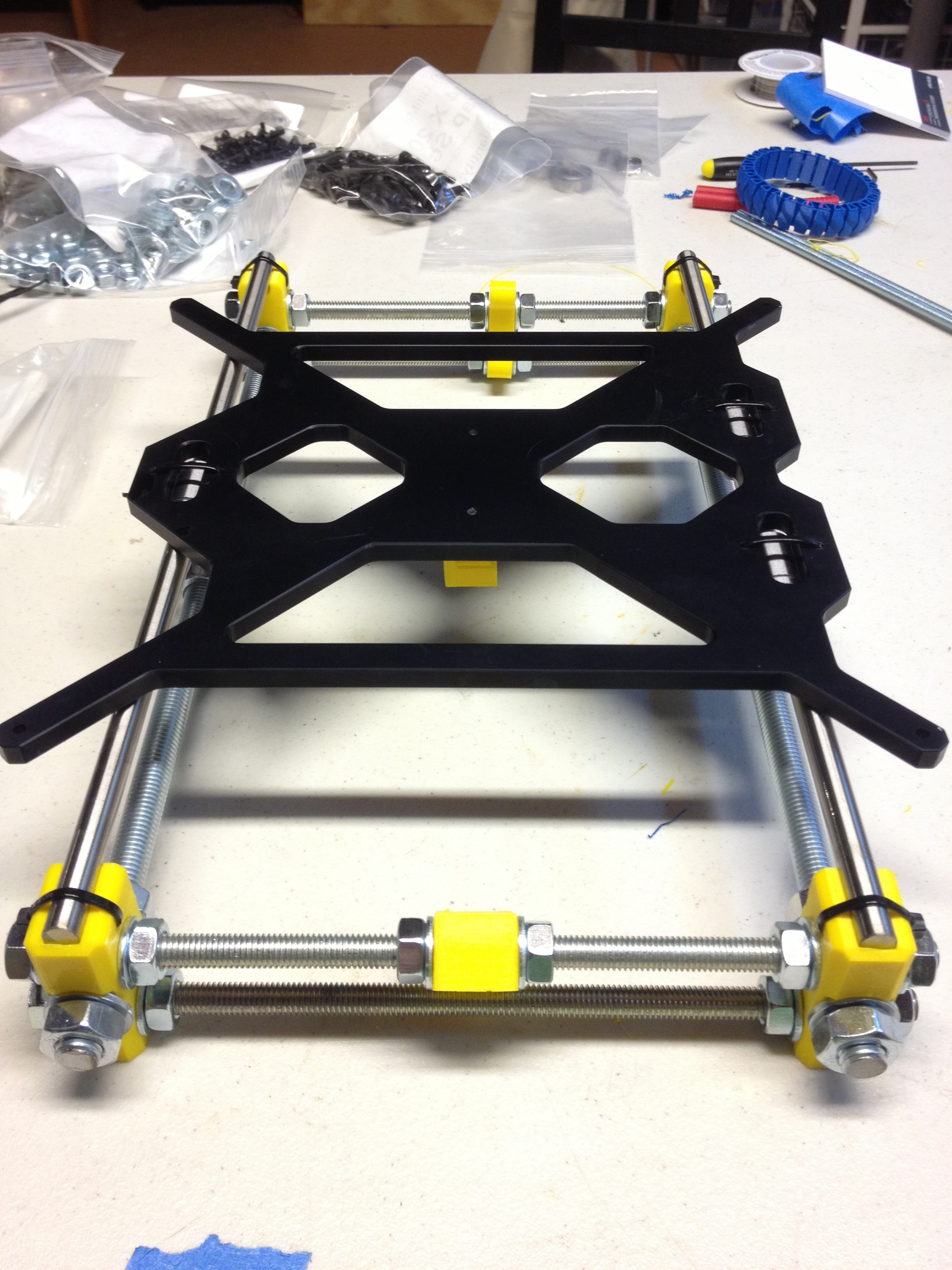
Eje Y montado, piezas impresas en amarillo.
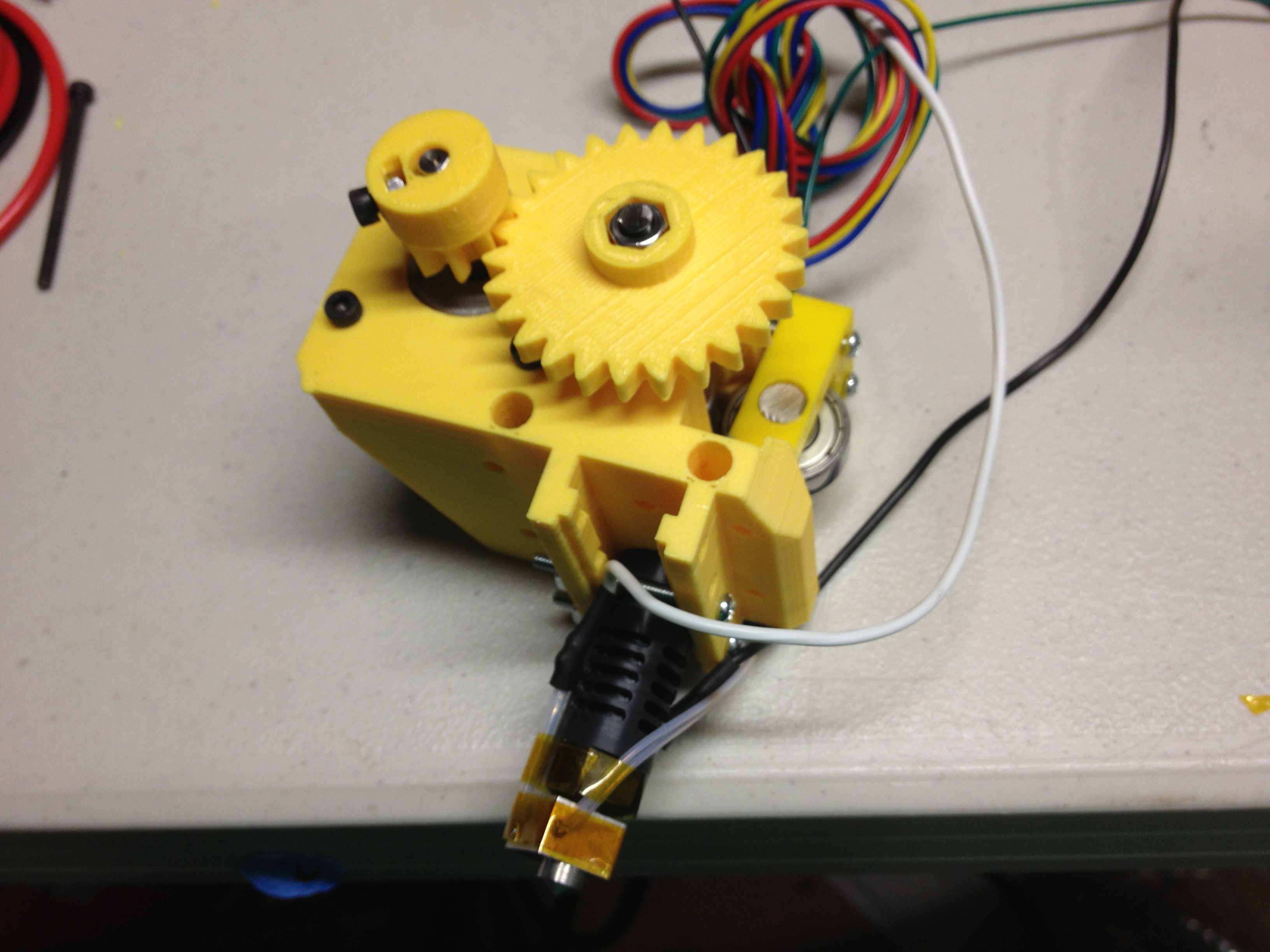
Extrusora de la Prusa i3 impresa (piezas amarillas) junto con un hot-end.
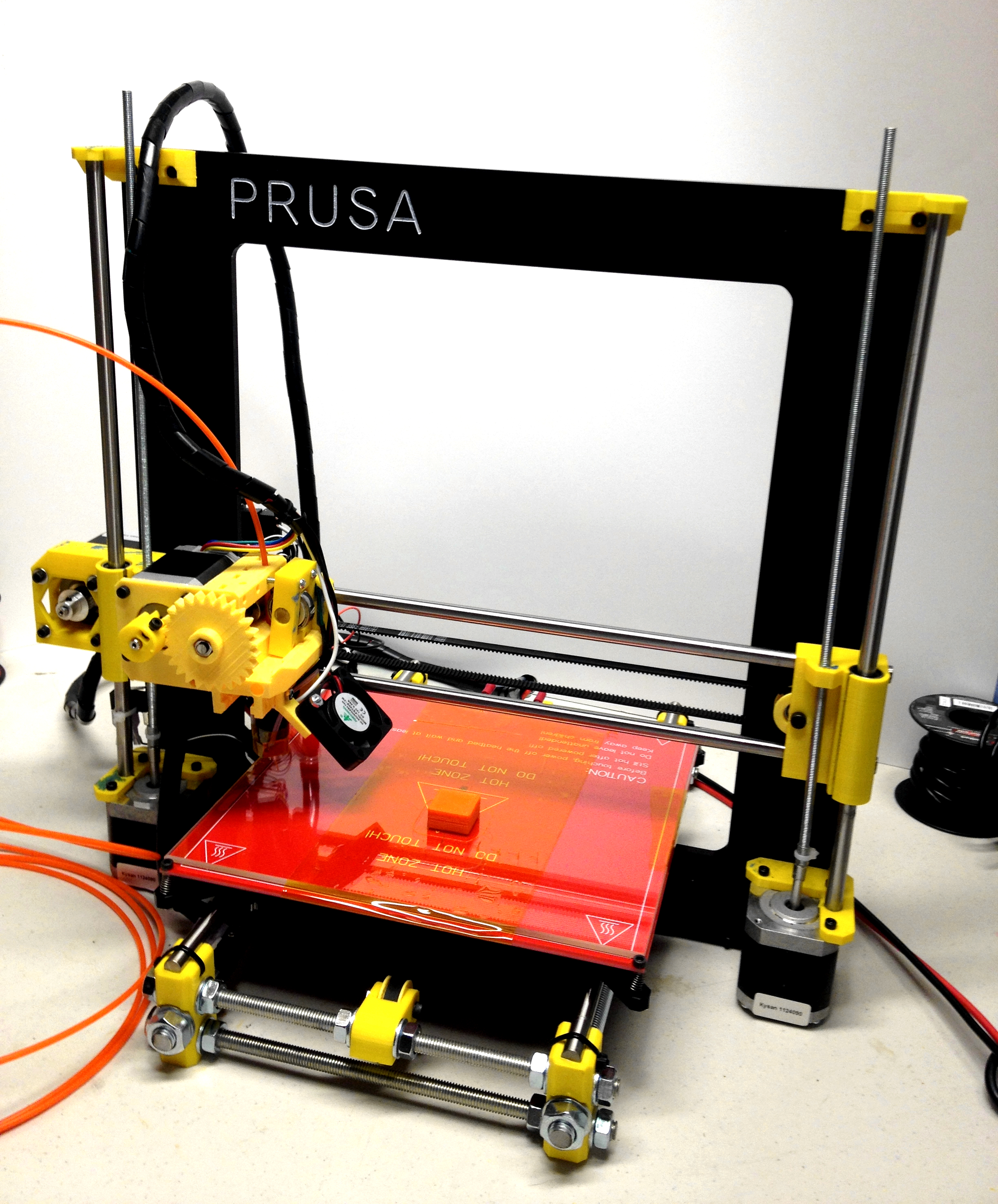
Prusa i3 montada, piezas impresas en amarillo.

## Variantes
Debido a su popularidad, la Prusa i3 tiene muchas variantes producidas por diferentes compañías e individuos de todo el mundo, incluidos diferentes estilos de armazón y extrusoras.

### Marcos
Las variantes principales en los diseños de Prusa i3 son los diferentes marcos utilizados, que incluyen desde un marco de una sola hoja de acero, a acrílico (cortado por láser o CNC), marcos de tablero de fibra de densidad media y Lego.

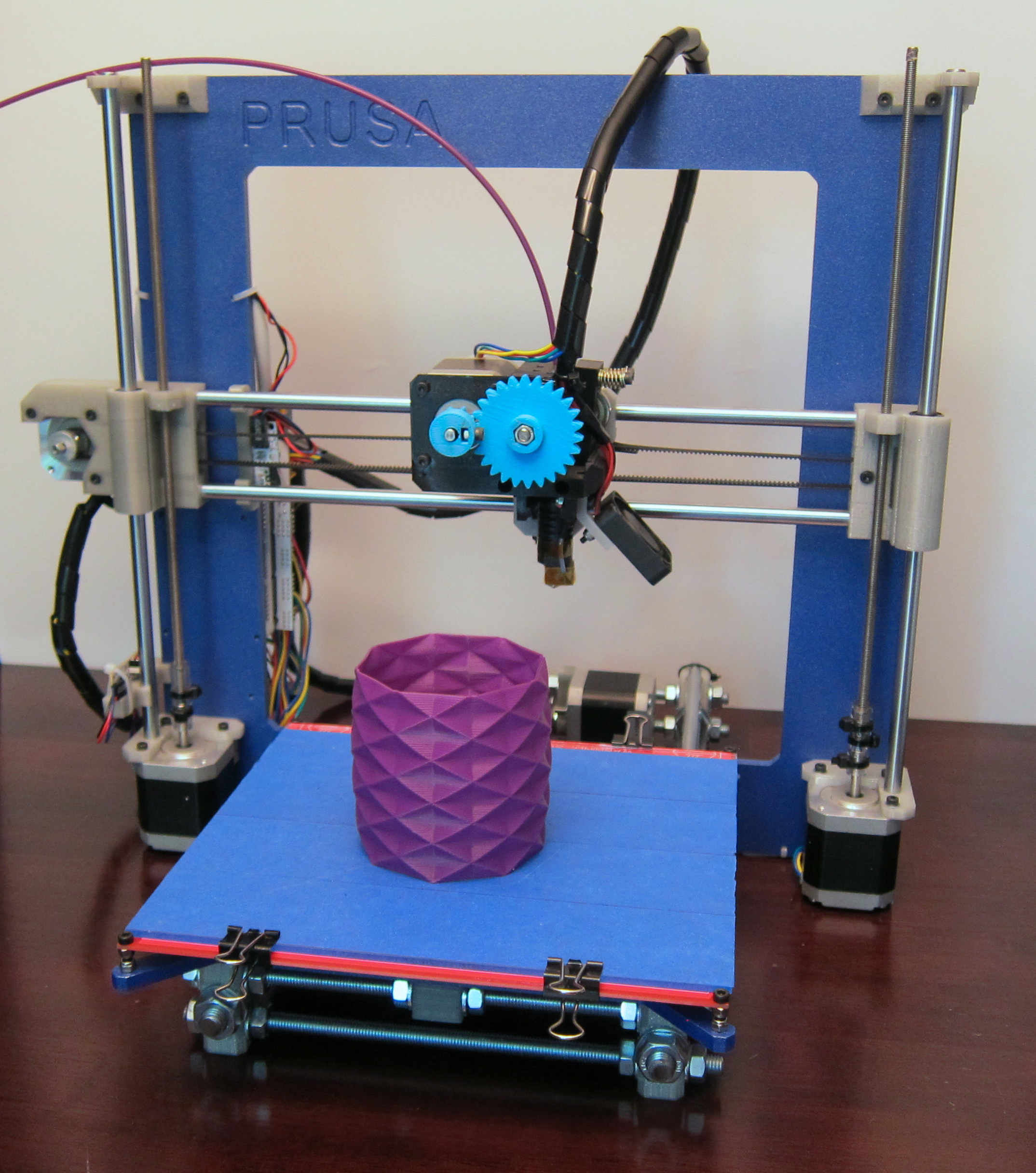
Prusa i3 standard con marco de metal.
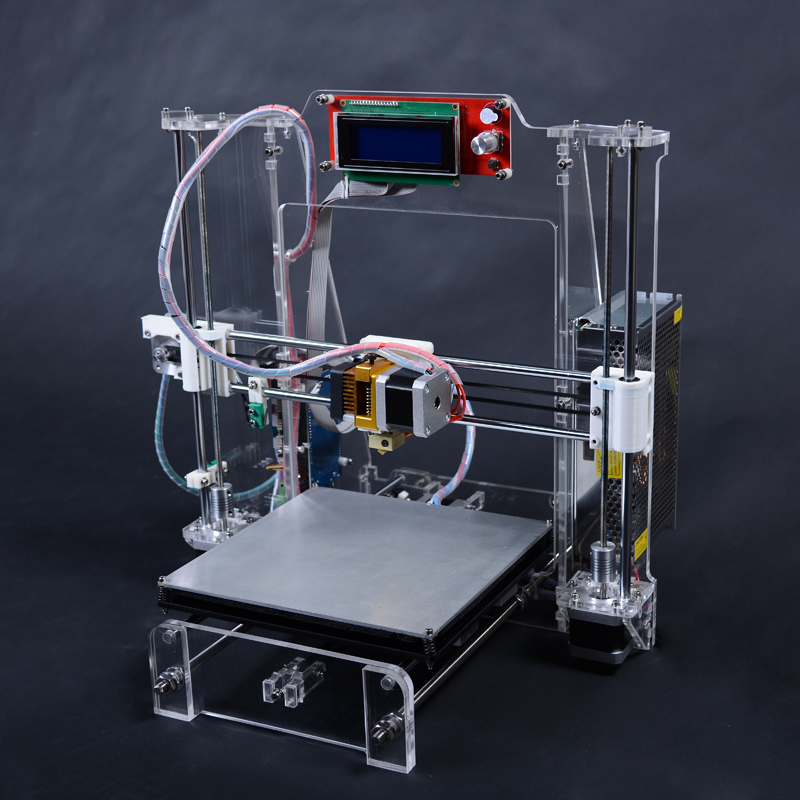
Prusa Xi3 con marco acrílico.
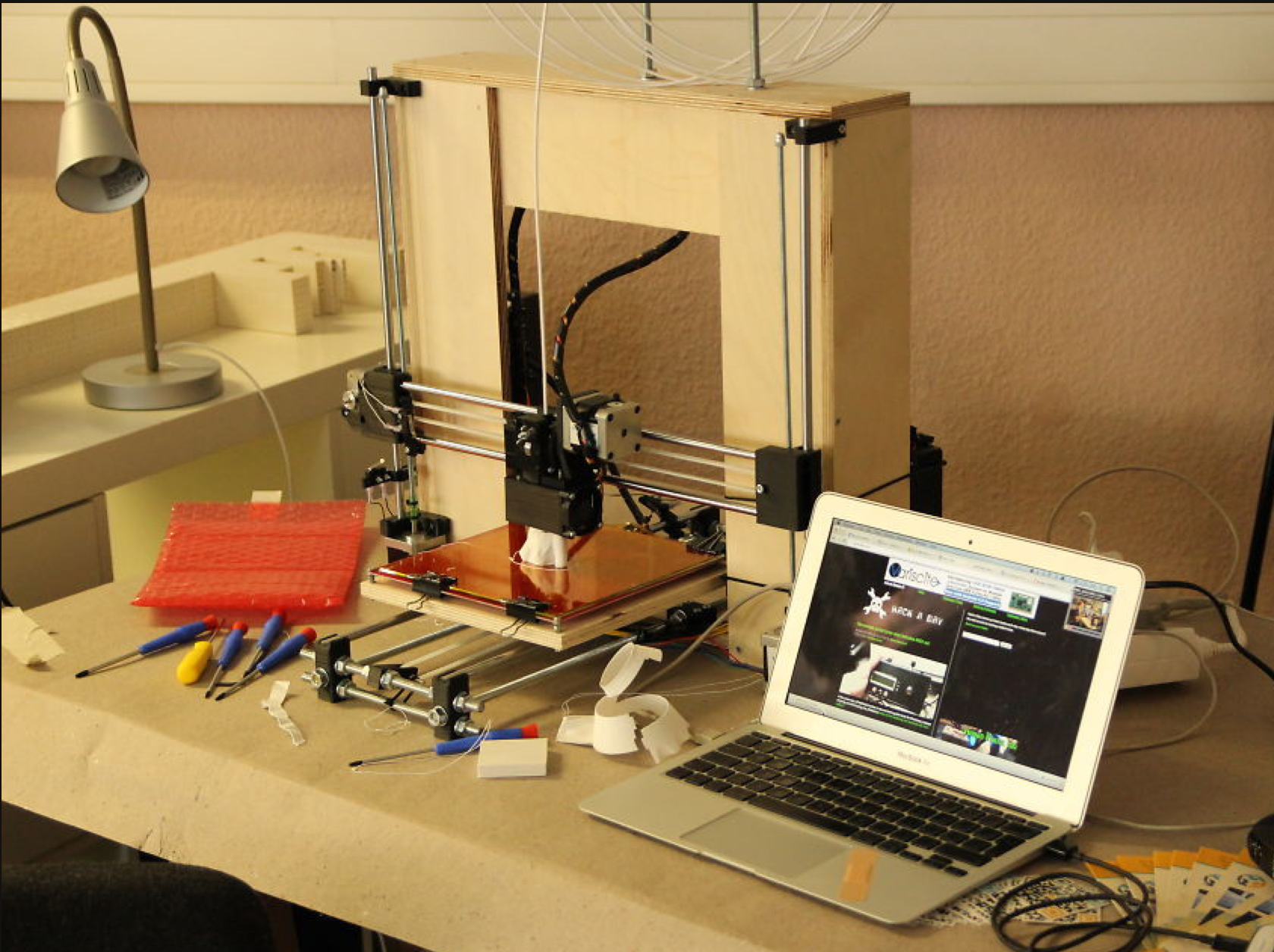
Prusa i3 con marco de madera de contrachapado.
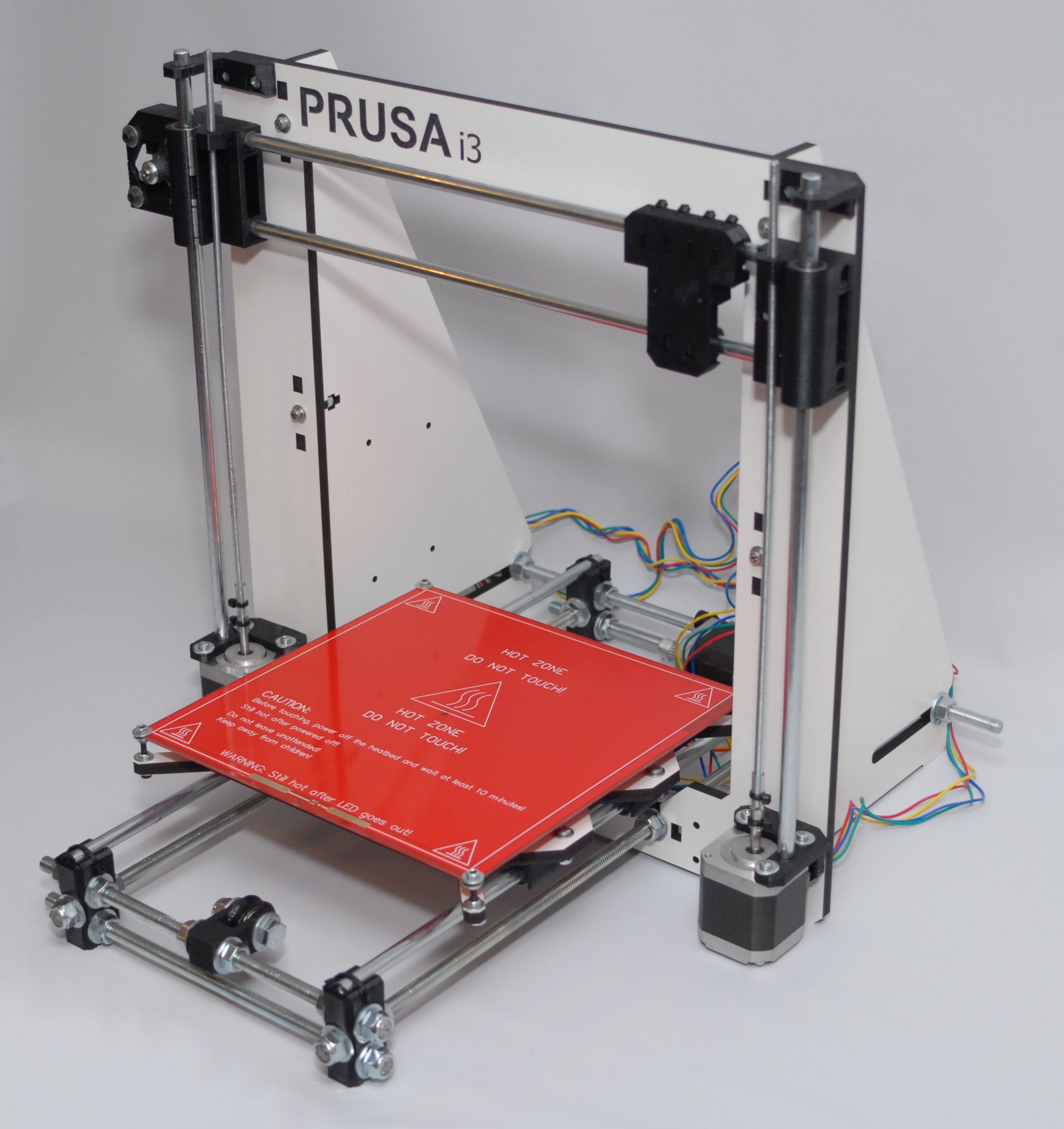
Prusa i3 con marco de resina de melanina.

### Extrusoras

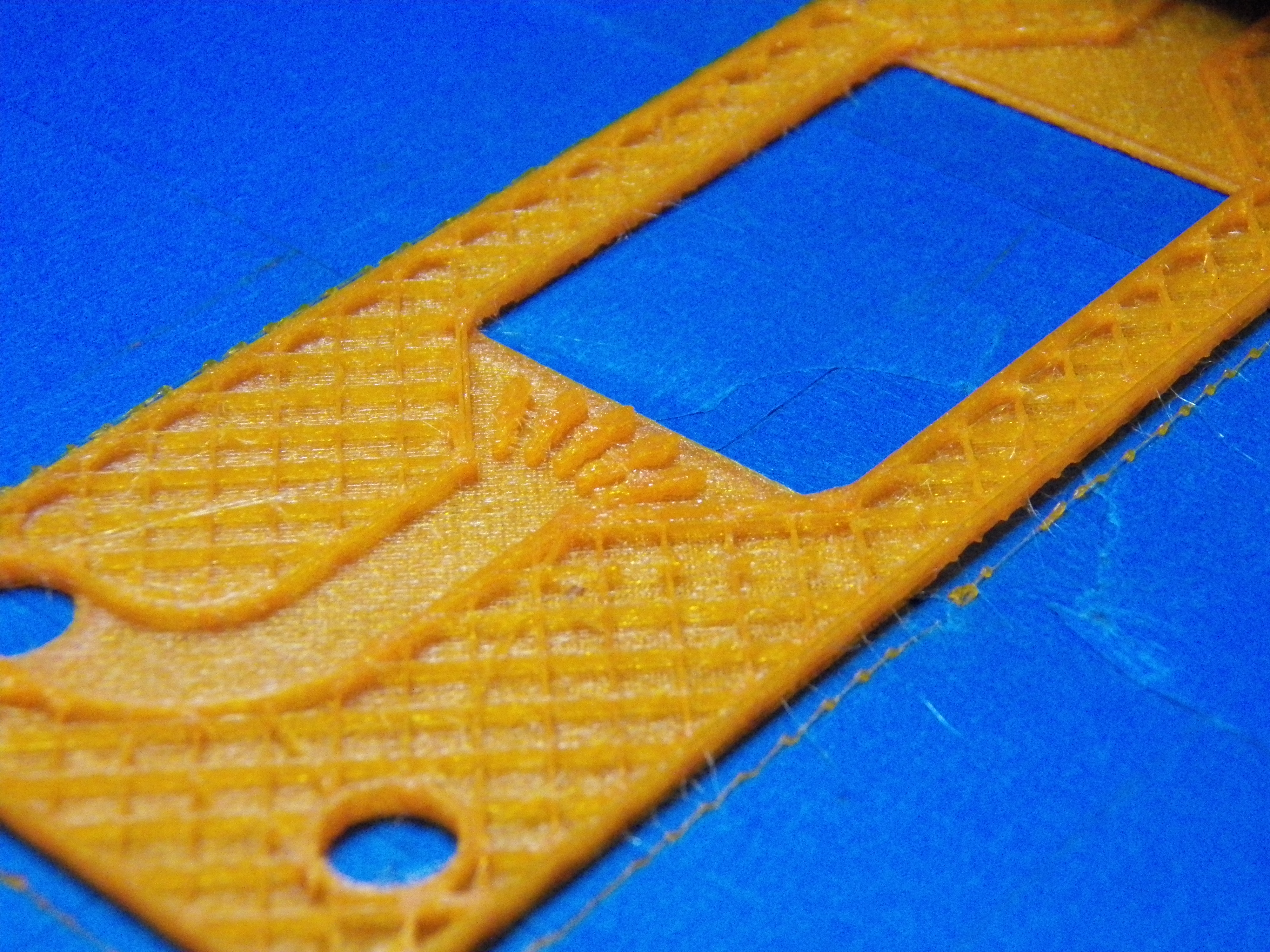
Un objeto de un solo color parcialmente impreso que muestra el relleno  del interior de la pieza con una malla creada para reducir la cantidad de plástico utilizado.
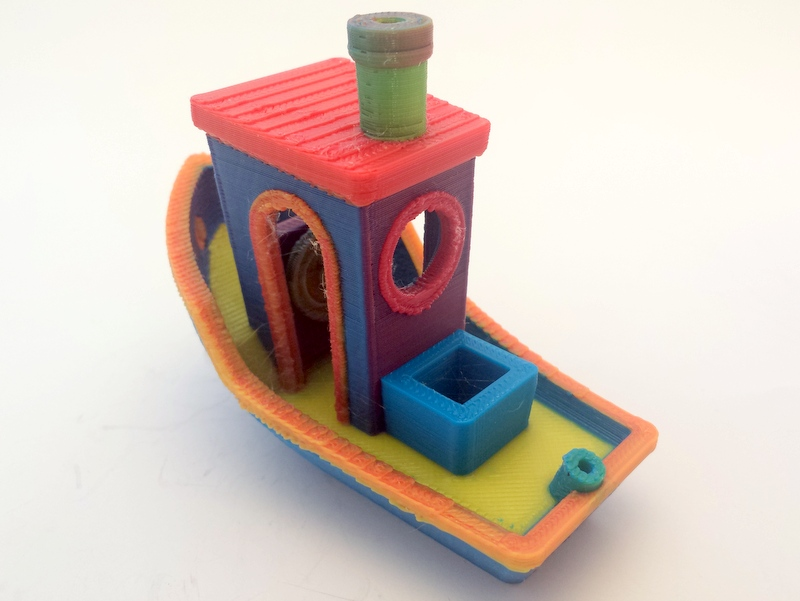
3DBenchy Benchy, barco de juguete usado como test, creado en una Prusa i3 usando un hot-end con intercambio de color.

Existe una gama de diferentes extrusoras utilizadas en las variantes de la Prusa i3, incluidas las extrusoras de filamentos de 1,75mm y 3mm y otras cabezas de herramientas que incluyen una soldadora MIG y un cortador láser.